# Ulster Open 2014
Die Ulster Open 2014 im Badminton fanden vom 8. bis zum 9. März 2014 in Lisburn statt.

## Sieger und Platzierte
| Disziplin    | Gold                           | Silber                          | Bronze                          |
| ------------ | ------------------------------ | ------------------------------- | ------------------------------- |
| Herreneinzel | Tony Stephenson                | Andrew McKee                    | Jonathan Harron                 |
| Herreneinzel | Tony Stephenson                | Andrew McKee                    | Stuart Lightbody                |
| Dameneinzel  | Alannah Stephenson             | Sinead Chambers                 | Rebecca Getty                   |
| Dameneinzel  | Alannah Stephenson             | Sinead Chambers                 | Ciara Dwyer                     |
| Herrendoppel | Tony Murphy Tony Stephenson    | Ciaran Chambers Ryan Stewart    | Ian Suffern Colin Watterson     |
| Herrendoppel | Tony Murphy Tony Stephenson    | Ciaran Chambers Ryan Stewart    | Satchal Madden Paul Reynolds    |
| Damendoppel  | Caroline Black Sinead Chambers | Keady Smith Alannah Stephenson  | Rachael Darragh Clodagh Dunne   |
| Damendoppel  | Caroline Black Sinead Chambers | Keady Smith Alannah Stephenson  | Clare Davidson Laura Hennessy   |
| Mixed        | Ryan Stewart Keady Smith       | Stuart Lightbody Caroline Black | Ciaran Chambers Sinead Chambers |
| Mixed        | Ryan Stewart Keady Smith       | Stuart Lightbody Caroline Black | Tony Murphy Alannah Stephenson  |